# Schizobopyrina urocaridis
Schizobopyrina urocaridis là một loài chân đều trong họ Bopyridae. Loài này được Richardson miêu tả khoa học năm 1904.